# 但熊
但熊（たんくま）は、兵庫県豊岡市但東町栗尾にある株式会社西垣養鶏場が運営する卵かけご飯専門店である。2006年（平成18年）に開店し、2023年（令和5年）現在では年間4万人が訪れる人気店となった。
卵や米、地元の農家の野菜を販売する「百笑館」、西垣養鶏場の卵を使ったスイーツを販売する「但熊弐番館」を併設している。生産から加工、流通販売を手掛ける第六次産業化が評価され平成23年度農林水産祭の畜産部門の天皇杯を受賞した。

## 沿革

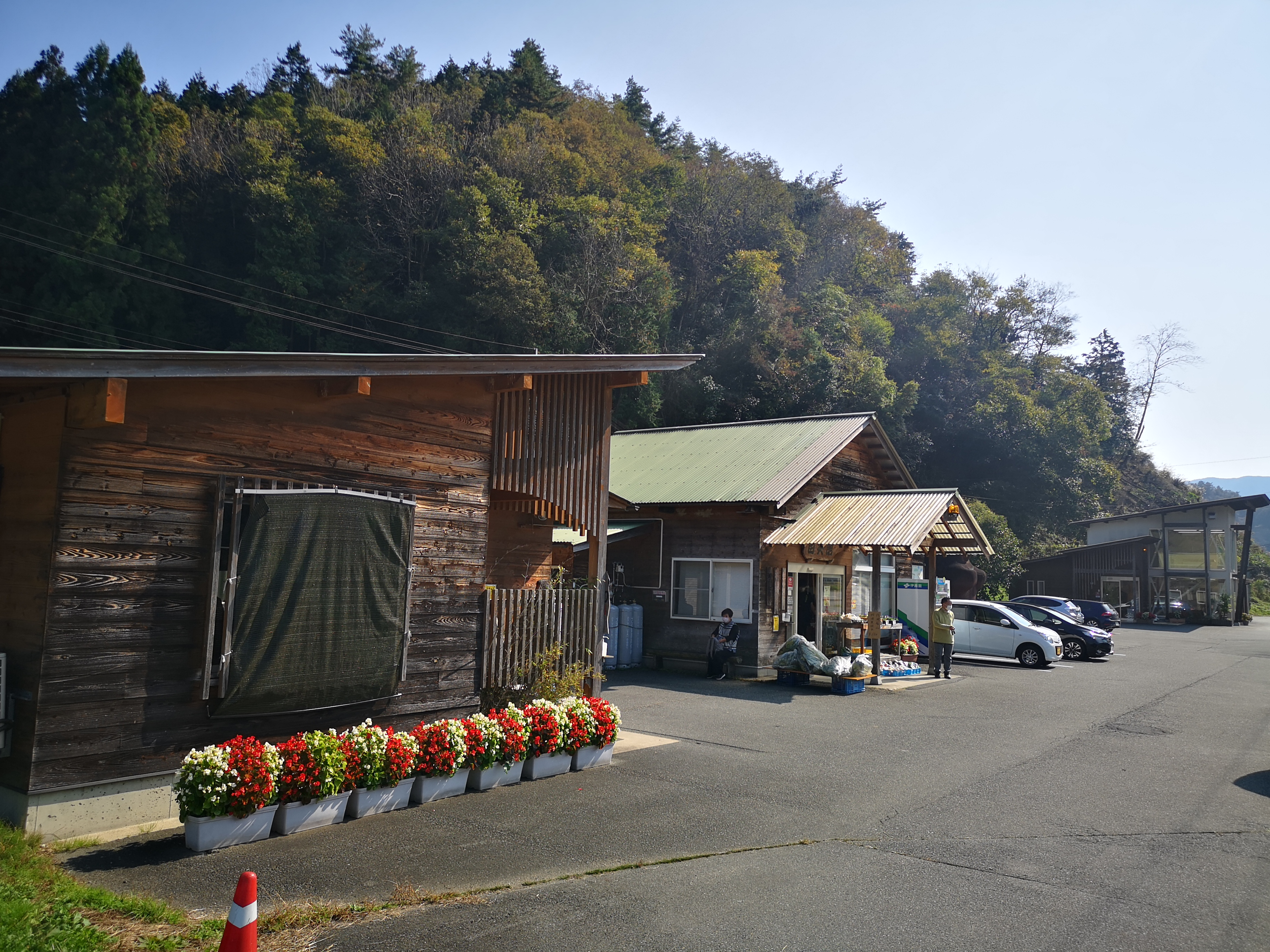
（手前から）但熊・百笑館・但熊弐番館

但熊が位置する但東町は周囲を山々に囲まれ、戦前は製炭、養蚕、畜産が、戦後は養鶏が盛んとなった地域である。但熊を開店した西垣源正は農業高校を卒業後、1969年に父が経営していた養鶏場に就職した。1970年（昭和45年）、養鶏家14戸で餌に魚粉等を混ぜた栗尾の卵を「クリタマ」と命名し共同出荷を始めた。その後高齢化などで養鶏場の廃業が続き1995年（平成7年）には地域の養鶏場は西垣養鶏場1戸のみとなった。「クリタマ」は西垣養鶏場が引き継ぐ形となりブランド卵「げんちゃんのクリタマ」として生産販売されている。
また、小規模な養鶏場だったため生活するために「夢ごこち」などのお米の栽培も始めている。
1995年（平成7年）、千葉の同業者から勧められ卵の自動販売機を設置すると設置当初こそ売れ残ったものの同業者のアドバイスで自動販売機を増設した後はテレビでも取り上げられ好調な売れ行きとなった。この卵の自動販売機が後々の事業展開につながっていった。

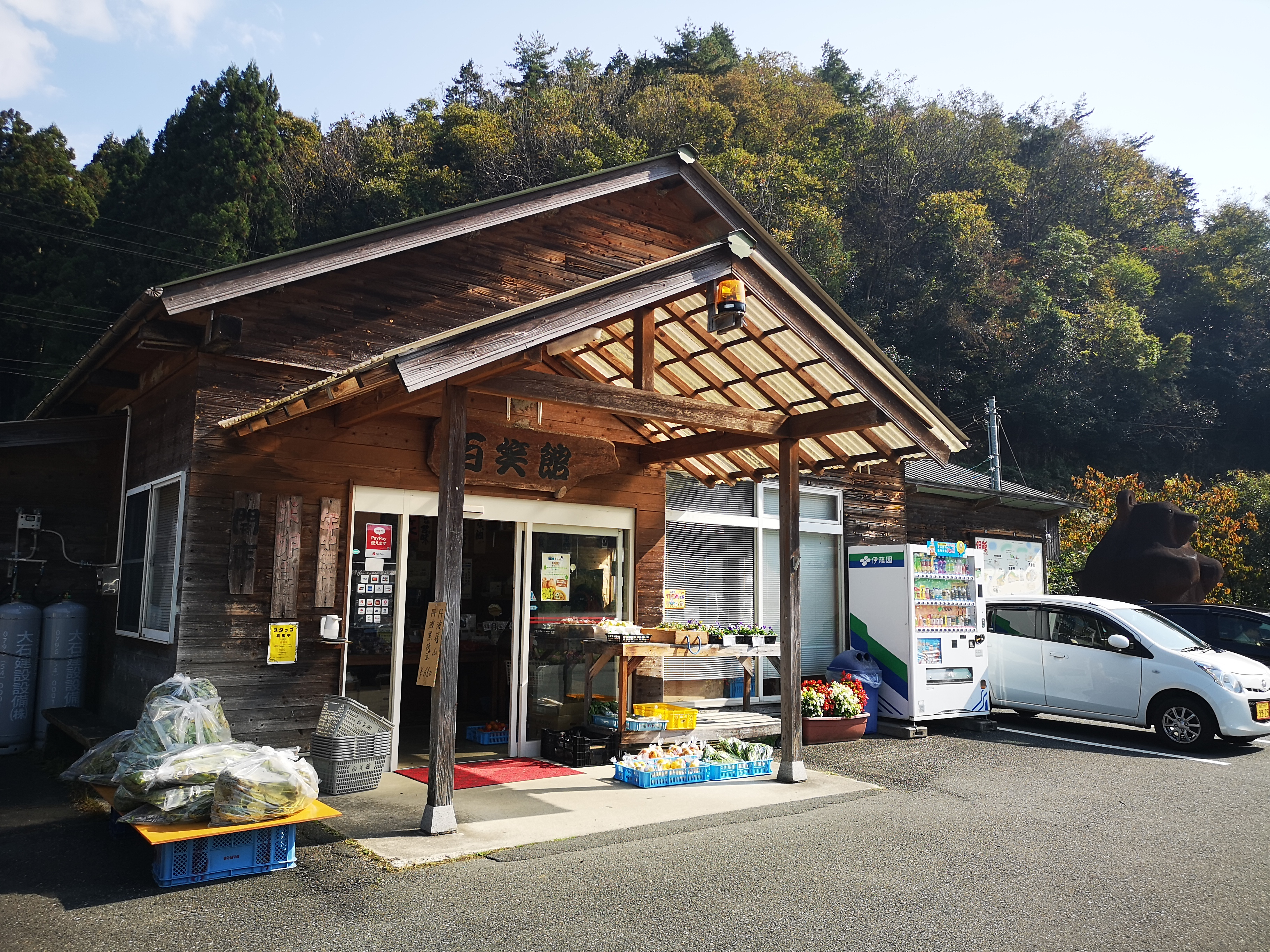
百笑館

1996年（平成8年）、5人の共同事業者を募り、町内に農産物直売所を開設する。2001年（平成13年）に現在地の国道426号線沿いに移転し、他家の農産物も扱う野菜直売所「百笑館」を開設した。新鮮な野菜は口コミで売れたものの自家製の米がなかなか売れないという状況が続いた。
直売所での販売量に限界を覚えつつ、卵と米の味に自信を持っていた西垣は島根県で卵かけご飯専用醤油が発売されたことから卵かけご飯専門店を開業することを思いついた。周囲の反対はあったものの「安くて本当にうまいなら、人は来るはず」と考えて2006年（平成18年）に「但熊」を開店した。卵かけご飯、味噌汁、漬物の定食を看板メニューとする店で、店名には「ツキノワグマも生息するほど自然豊かな但馬」という意味が込められている。
店長にはすし職人だった地元の男性を採用しご飯の炊き方を研究した。西垣はご飯と卵のかけ放題に味噌汁と漬物がついた定食を200円で提供しようと考えていたが店長は500円以下では商売にならないと反対した。話し合いの末350円で販売することとなった。当初は赤字が続き客からのクレームを分析して卵のサイズを大きくするなどの改善を行った。
開店から半年後にテレビで紹介されそのおいしさと価格設定が知れ渡り予想を上回る客が押し寄せた。時を同じくして卵かけご飯ブームが起こったのも来客に拍車をかけた。但熊の開業後は百笑館の売り上げも4倍に伸びている。

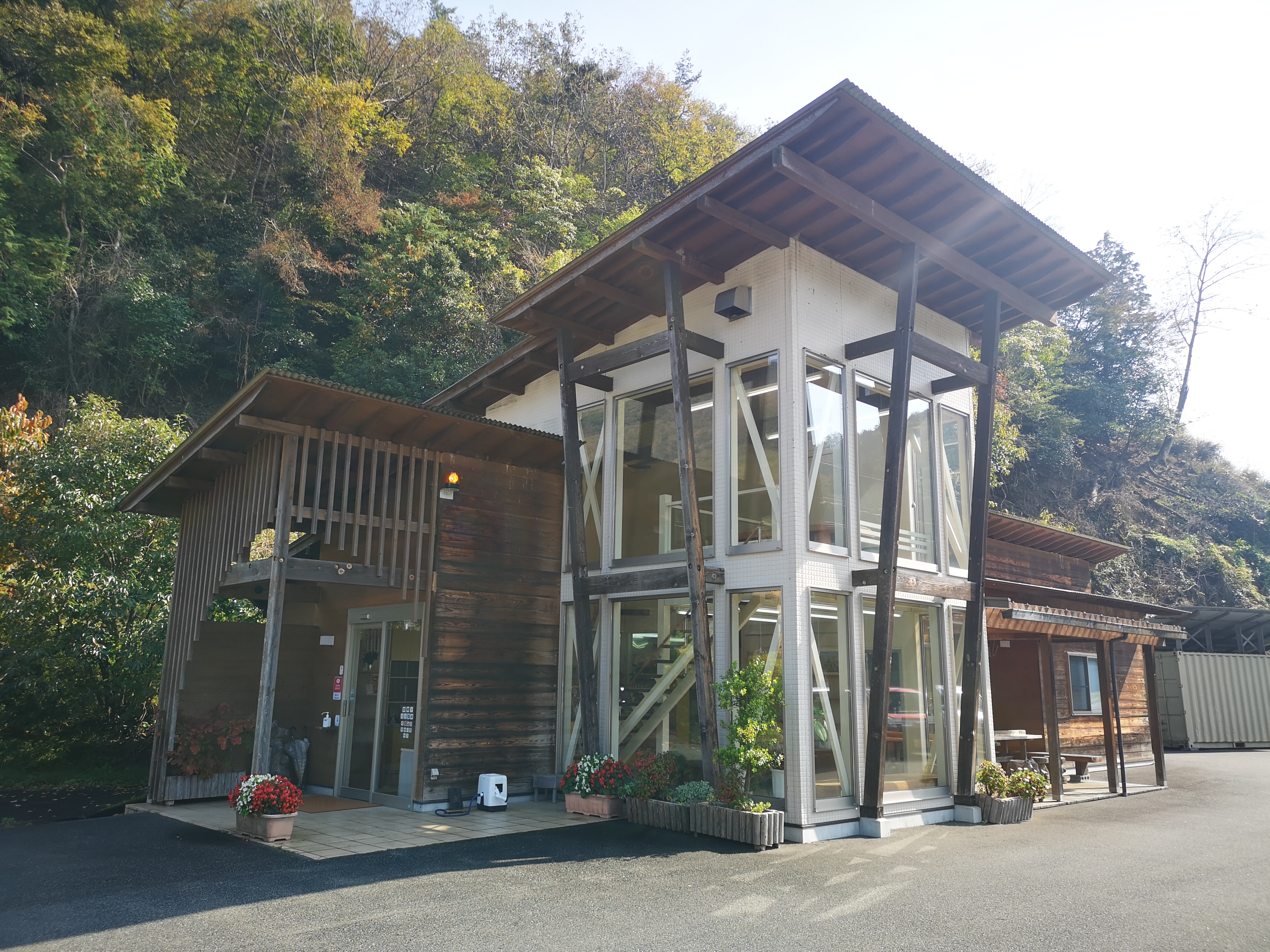
但熊弐番館

2010年（平成22年）にはロールケーキやプリンなどの自社の卵を使ったスイーツ専門店の「但熊弐番館」を開業し、6次産業化の全国モデルと評価される。「但熊弐番館」の建物の2階はガラス張りとなっておりスイーツに加えて360度の山の風景を楽しむことができる。
2020年（令和2年）9月、西垣は娘婿の平岡康寛に社長を移譲し、取締役に就任。社長退任後は、国道の草刈りや地域の獣害防止網の維持管理など、環境整備に力を注いでいる。同年11月、西垣は六次産業化を全国に先駆けて着手した功績を評価され、旭日双光章を受章した。

## 特徴

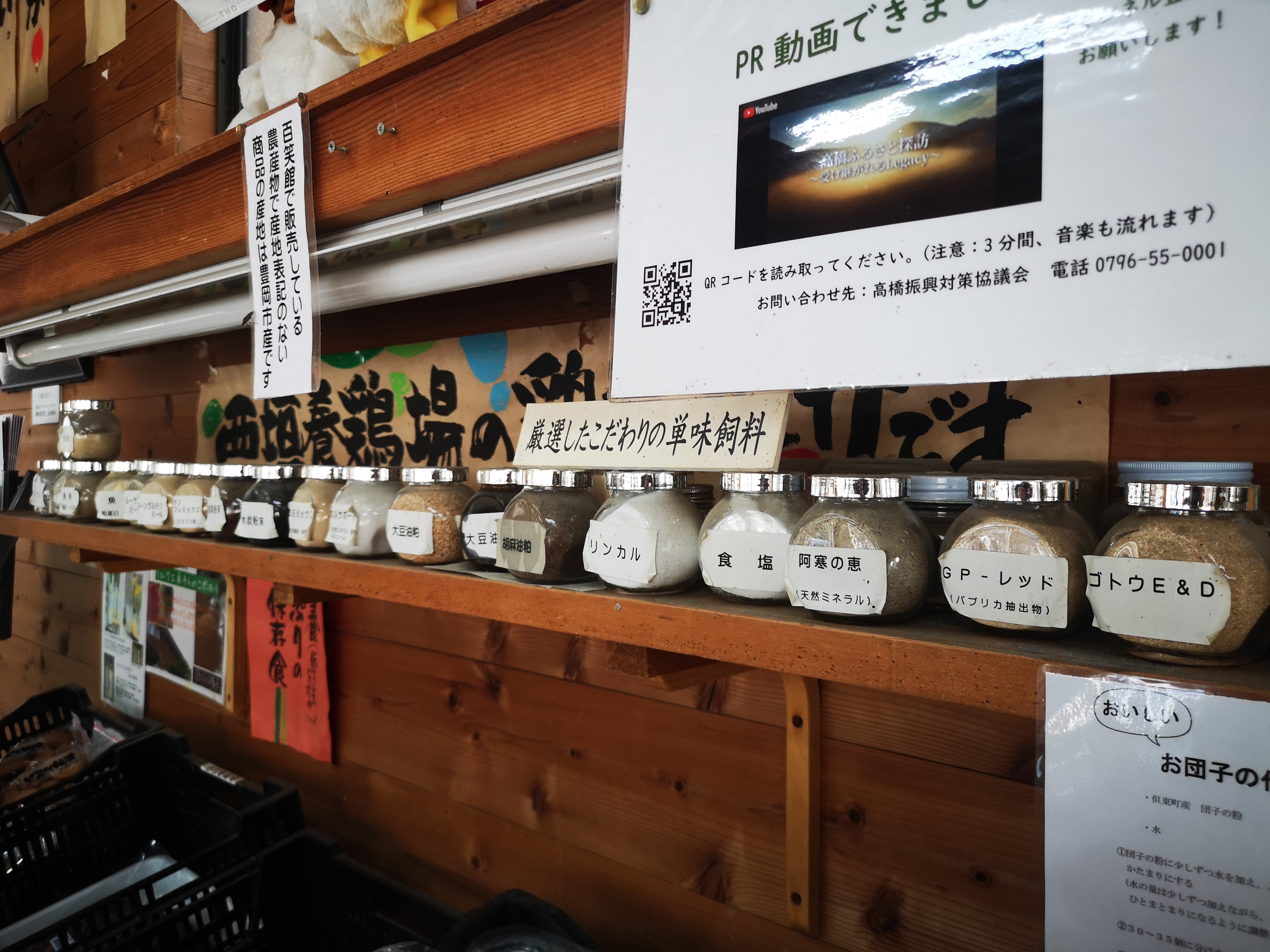
但熊のブランド卵 くりたまの飼料

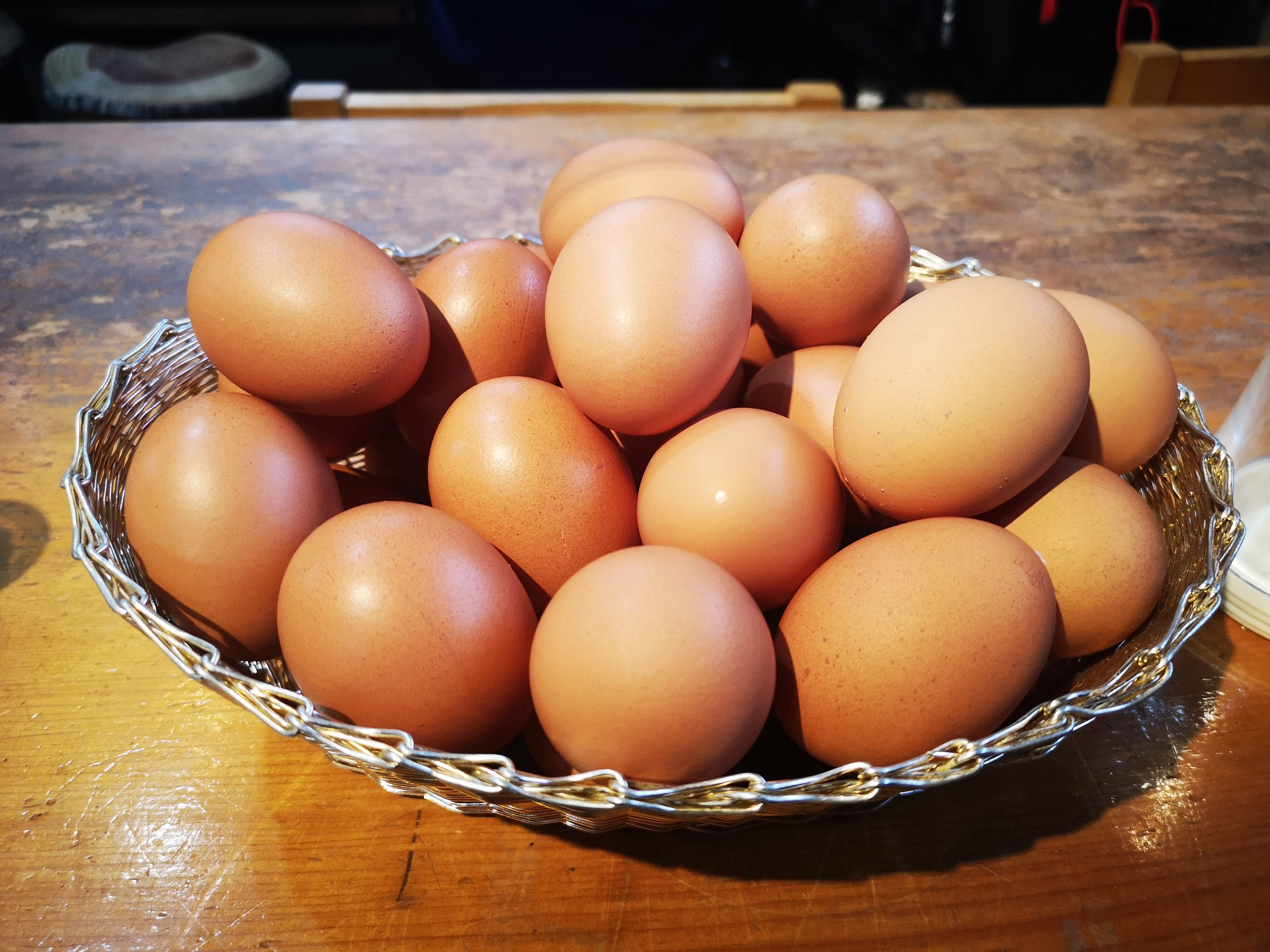
クリタマ

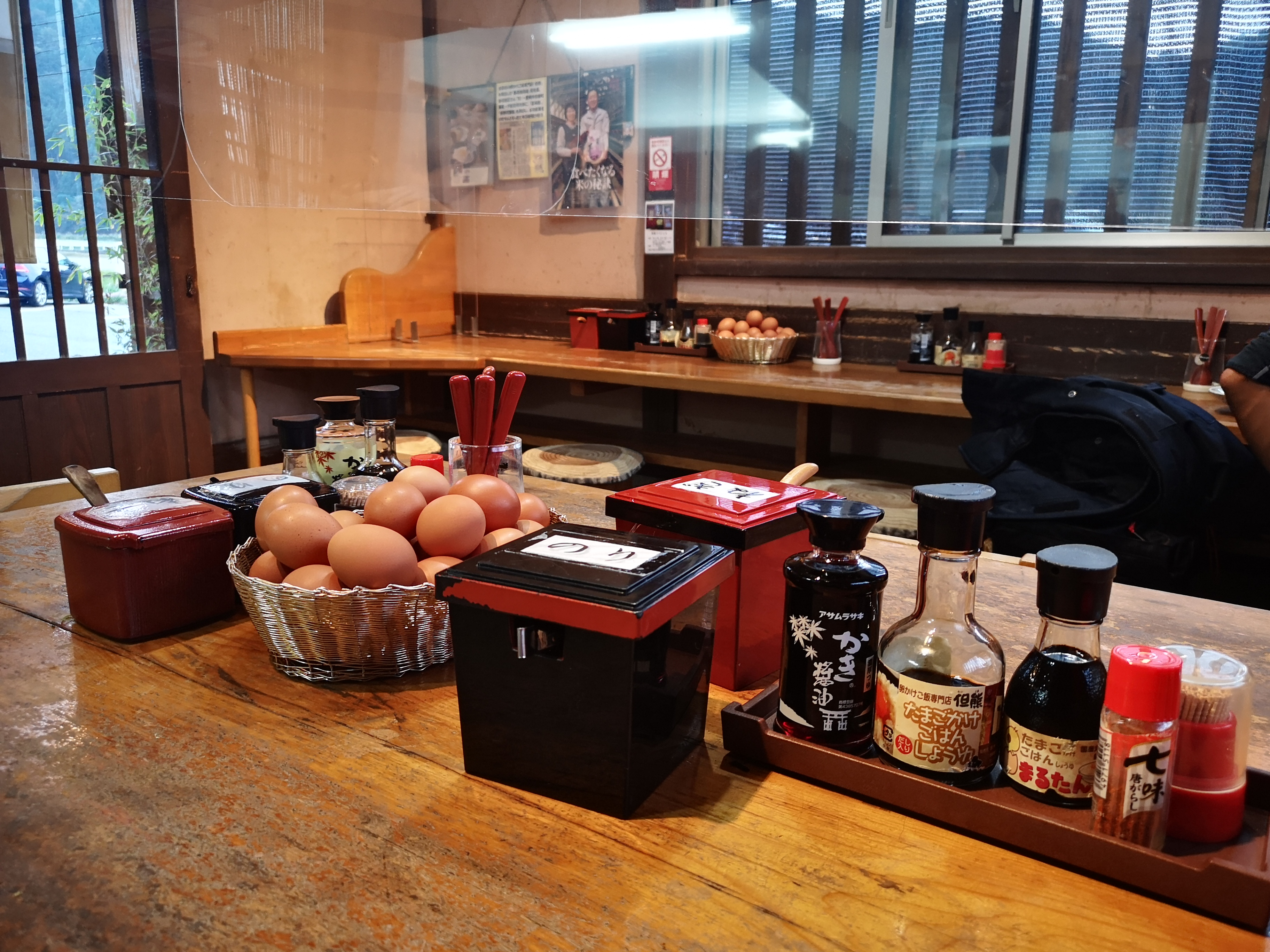
但熊店内

使用する卵は、西垣養鶏場で生産されている「クリタマ」を使用している。エサは臭みを抑えるための炭、魚粉、生米ぬか、トウモロコシなどの25種類の飼料を配合し、鶏はゴトウモミジを雛から育てている。店内のテーブルには籠に盛られた卵が置かれており自由にご飯の上にかけることができる。使用する卵の平均は3個ほどで中には10個以上使用する客もいるという。
お米は但東町産の夢ごこちを使用している。夢ごこちはコシヒカリ同士を交配し突然変異によって生まれた品種でしっとりとした粘り感が特徴である。肥料には鶏糞を使用しており西垣は「魚沼産のコシヒカリにも負けない味」と述べている。
かき醤油、おたまはんなど複数の醤油の他、ねぎや刻みのりといった薬味も用意されている。
卵かけご飯定食以外にもオムレツなども提供している。

## 評価
2011年（平成23年）、生産から加工、流通販売を手掛ける第六次産業化が評価され平成23年度農林水産祭の畜産部門の天皇杯を受賞。
2020年（令和2年）、開業者の西垣厳正は旭日双光章を受章した。六次産業化の先駆けとして評価されたことによる。

## 創作作品での扱い
高瀬志帆の漫画、「おとりよせ王子 飯田好実」の第1話では、但熊の卵かけご飯のお取り寄せセットが取り上げられている。
作家の森沢明夫は雑誌の取材に訪れた但熊に感銘を受け、但熊をモデルとした小説「ヒカルの卵」(徳間書店、2013年)を出版している。